# Robert Wagner (Gauleiter)

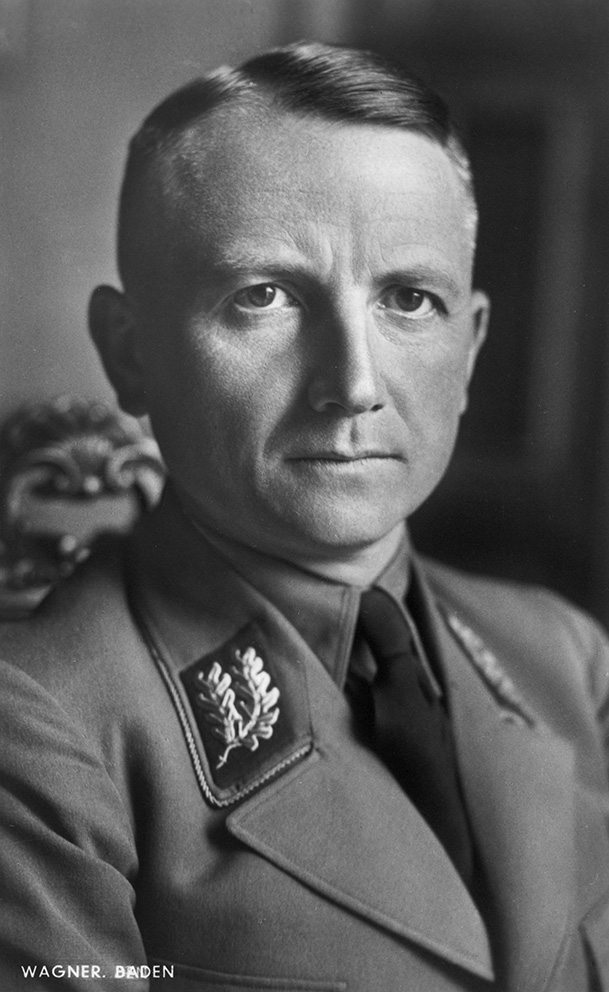
Robert Wagner (1938)

Robert Wagner (* 13. Oktober 1895 als Robert Heinrich Backfisch in Lindach bei Eberbach am Neckar; † 14. August 1946 Hinrichtung im Fort Ney nördlich von Straßburg) war ein verurteilter Kriegsverbrecher, deutscher Politiker (NSDAP), MdR, Reichsstatthalter in Baden und Gauleiter.
Er nahm 1923 am Hitlerputsch teil und war danach maßgeblich am Aufbau der NSDAP in Baden beteiligt. Nach der Machtübernahme der Nationalsozialisten wurde er badischer Reichsstatthalter und Gauleiter, nach dem Einmarsch der deutschen Wehrmacht in Frankreich 1940 außerdem auch Chef der Zivilverwaltung im besetzten Elsass. Er versuchte sich an der Reintegration des Elsass in das Deutsche Reich. Für die als Wagner-Bürckel-Aktion bekannte Massendeportation von Juden aus dem Elsass, aus Lothringen, Baden und der Pfalz war er mitverantwortlich. 1946 wurde er von einem französischen Militärgericht zum Tode verurteilt und hingerichtet.

## Herkunft
Wagner war das zweite von fünf Kindern des Landwirts Peter Backfisch und dessen Ehefrau Katharina, geborene Wagner. Er besuchte die Volksschule und trat 1910 in die Heidelberger Präparandenanstalt ein. Nach dreijährigem Kurs nahm er ein dreijähriges Studium am Heidelberger Lehrerseminar auf.

## Erster Weltkrieg
Mit Ausbruch des Ersten Weltkrieges brach Wagner seine Lehrerausbildung ab und meldete sich als Freiwilliger. Er blieb zeitlebens ohne abgeschlossene Berufsausbildung. Wagner kämpfte u. a. im 2. Badischen Grenadier-Regiment „Kaiser Wilhelm I.“ Nr. 110 in Flandern, in der Schlacht um Verdun, der Schlacht an der Somme, der Lorettoschlacht und in der Champagne und erlebte somit einige der blutigsten Schlachten an der Westfront. 1916 hatte er den Dienstgrad Leutnant der Reserve erreicht und wurde im November 1917 mit dem Eisernen Kreuz I. Klasse ausgezeichnet. Außerdem hatte man ihm das Verwundetenabzeichen in Schwarz sowie das Ritterkreuz II. Klasse des Ordens vom Zähringer Löwen mit Schwertern verliehen. Die Kapitulation empfand er als „Dolchstoß“ in den Rücken durch die wankende Heimatfront. Zumindest aus seiner späteren Sicht bestärkte ihn dieses Erlebnis in seinem Hass auf „Novemberverbrecher“, Linke und Deserteure.

## Weimarer Republik
Wagner wurde am 23. Dezember 1918 nach der Demobilisierung aus der Armee entlassen und schloss sich im Februar 1919 dem II. Badischen Freiwilligenbataillon an, mit dem er an der Niederschlagung revolutionärer Unruhen in Mannheim und Karlsruhe beteiligt war. Im August 1919 wurde er als Leutnant in der Vorläufigen Reichswehr erneut vereidigt und zunächst im Reichswehr-Schützen-Regiment 113 in Karlsruhe verwendet. Mit der Bildung der eigentlichen Reichswehr folgte seine Versetzung in das Infanterie-Regiment 14 nach Konstanz. Dort nahm er 1921 den Geburtsnamen seiner Mutter an. Die Gründe für die Namensänderung von Backfisch zu Wagner liegen wahrscheinlich in Hänseleien im Offizierskasino.
Im September 1923 wurde er auf die Infanterieschule München kommandiert, die damals wichtigste Offiziersausbildungsstätte Deutschlands. In München lernte Wagner Adolf Hitler und Erich Ludendorff kennen, die er alsbald verehrte. Eine persönliche Freundschaft verband ihn mit Ludendorffs Stiefsohn Heinz Pernet, der ihn im November 1923 zur Teilnahme am Hitlerputsch bewegte.

### Hitlerputsch

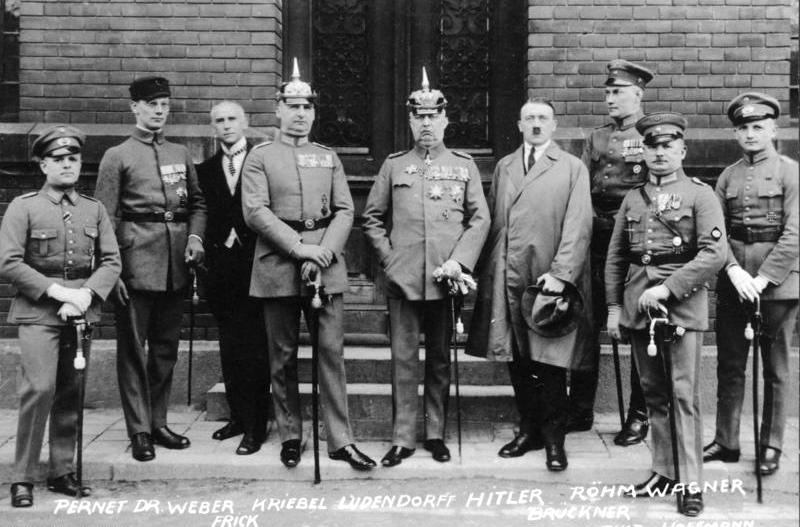
Wagner (ganz rechts) neben den anderen Angeklagten im Hitler-Prozess (1924)

Am Hitlerputsch vom 9. November 1923 nahm Wagner als Anführer der Mannschaften der Infanterieschule teil, die sich als persönliche Sturmabteilung Ludendorffs verstanden. Wagner wurde nach dem Scheitern des Putschs verhaftet und mit anderen Verhafteten in Landsberg festgesetzt. Beim Prozess ab dem 26. Februar 1924 brachte ihm seine Beteiligung am Putsch am 1. April 1924 eine Verurteilung zu einem Jahr und drei Monaten Festungshaft ein, die er allerdings nicht absitzen musste, denn die nach Abzug der Untersuchungshaft von zwei Monaten und drei Wochen verbleibende restliche Freiheitsstrafe wurde auf vier Jahre zur Bewährung ausgesetzt. Im Juli 1924 schloss sich ein weiteres Strafverfahren wegen einer von Wagner während des Putsch-Prozesses ausgesprochenen Beleidigung gegenüber Otto von Lossow an.
Seit dieser Zeit hatte Wagner beste Beziehungen zu Hitler und Goebbels. Hitler ließ ihn auch später frei gewähren und unterstützte ihn gemäß seinem allgemeinen Herrschaftsprinzip konkurrierender Machtzentren in Auseinandersetzungen mit den zentralen Regierungsinstanzen. Für seine „Verdienste“ im Jahre 1923 erhielt Wagner als „Alter Kämpfer“ 1934 das höchste Ehrenzeichen der NSDAP, den sogenannten Blutorden mit der Verleihungsnummer 83.

### Aufbau der NSDAP in Baden
Wagner gelang es auch nach seiner Entlassung aus der Reichswehr im Mai 1924 nicht mehr, in der bürgerlichen Arbeitswelt Fuß zu fassen. Er gründete vielmehr 1925 den Gau Baden der NSDAP und betätigte sich intensiv als Organisator und Parteiredner.
Den zeitweilig als Ersatzorganisation für die verbotene SA geschaffenen, nach Albert Leo Schlageter benannten Schlageterbund, in dem er auch die Reste der verbotenen NSDAP gesammelt hatte, führte er wieder in die SA über. Er sorgte dafür, dass Baden mit dem am 5. November 1927 erstmals erschienenen Führer eine eigene Gauzeitung erhielt, die sich in der Folgezeit zu dem zentralen NS-Propagandaorgan in Baden entwickeln sollte. Zum Schriftleiter ernannte er Franz Moraller.
1928 wurde Wagner Gauleiter der Nationalsozialistischen Gesellschaft für deutsche Kultur.
1931 ernannte Wagner den Lahrer Kaufmann, autodidaktischen Maschinenbauingenieur und Erfinder des Wankelmotors Felix Wankel zum Gauleiter der Hitlerjugend Baden.

### Wagner als Parlamentarier
Die NSDAP erzielte ab 1927 auch in Baden verstärkt, bei den jeweiligen Reichstagswahlen sogar im Vergleich zu den übrigen Ländern überdurchschnittliche Erfolge. 1929 erhielt sie bei den Landtagswahlen 7 % der Stimmen, was es Wagner ermöglichte, in den Landtag als dessen Mitglied einzuziehen.
An parlamentarischen Debatten beteiligte Wagner sich höchst selten. Es kam ihm und seiner Partei im Wesentlichen darauf an, das parlamentarische System lächerlich zu machen und zu behindern. Am 18. Dezember 1930 legte er im Landtag durchaus klar und prophetisch dar, die Weimarer Verfassung und die Badische Verfassung seien nur Weg zum Ziel. „Der Tag wird kommen, wo das Machwerk von Weimar mit Ihrem so genannten Staate in sich zusammenbricht.“ Am 2. Juni 1932 erklärte Wagner in öffentlicher Sitzung des Badischen Landtags, es gelte den „wertezerstörenden“ Parlamentarismus abzubauen: „Wir Nationalsozialisten legen keinen Wert darauf, Parlamentarier zu sein.“ Wichtig waren ihm dagegen die mit seiner Stellung als Parlamentarier verbundenen Vorteile, nämlich Diäten und die Freifahrten mit der Reichsbahn.
Seine parlamentarische Immunität schützte ihn außerdem mehrfach vor der juristischen Verfolgung von Gewalttaten, in die er mit anderen Nationalsozialisten verwickelt war. Am 14. Januar 1930 befasste sich der Badische Landtag mit einem Antrag der badischen Staatsanwaltschaft zur Einleitung und Durchführung eines Strafverfahrens gegen Wagner „wegen Körperverletzung, Beleidigung, Ruhestörung und groben Unfugs“. Wagner hatte am 19. Dezember 1929 gemeinsam mit dem Führer-Schriftleiter Moraller sowie zwei weiteren Nationalsozialisten eine Schlägerei mit Vertretern einer internationalen Eisenbahnbeamtenvertretung angezettelt.
1932 wurde Wagner in die Reichsleitung der NSDAP berufen. Dort wurde er im Dezember 1932 Stellvertreter von Robert Ley und Leiter des Hauptpersonalamts der NSDAP im Stab von Rudolf Heß.

## Im Nationalsozialismus
Am 9. März 1933 kehrte Wagner mit den von Reichsinnenminister Wilhelm Frick am Vortag verliehenen Befugnissen der obersten Landesbehörde nach Baden zurück. Innerhalb weniger Tage war die „Machtergreifung“ im Land abgeschlossen: Wagner bildete am 11. März eine kommissarische Regierung und übernahm das Amt des Staatspräsidenten. Am 5. Mai 1933 wurde er zum Reichsstatthalter von Baden und gleichzeitig zu einem der Gauleiter der NSDAP im Deutschen Reich ernannt und verkündete – dies als Zeichen in Richtung SA – das Ende der Revolution.

### Ausschaltung politischer Gegner
Die Gegenwehr des SPD-Abgeordneten Christian Nußbaum, der sich gegen seine Inhaftierung in „Schutzhaft“ wehrte und die zwei festnehmenden Polizisten erschoss, nahm Wagner zum Vorwand, „mit aller brutalen Strenge“ die Landtags- und Reichstagsabgeordneten von KPD und SPD zu verhaften und in Konzentrationslager zu überführen. 1934 ließ Wagner den Juden im Sinne des nationalsozialistischen Rassebegriffs und langjährigen Fraktionsvorsitzenden der SPD im badischen Landtag, Ludwig Marum, ermorden. Einen innerparteilichen Gegner, den Erfinder Felix Wankel, der ein frühes Mitglied der NSDAP gewesen war und Korruptionsvorwürfe gegen Wagner erhoben hatte, ließ Wagner zwar zeitweilig inhaftieren, konnte ihn jedoch nicht dauerhaft ausschalten, da er von Hermann Göring und dem Reichsluftfahrtministerium unterstützt wurde.

### Antisemitismus
Sofort nach der „Machtergreifung“ ordnete der glühende Antisemit Wagner, im Vorgriff auf das Gesetz zur Wiederherstellung des Berufsbeamtentums vom 7. April 1933 und radikaler als jenes, die sofortige Suspendierung aller im öffentlichen Dienst stehenden Beamten „jüdischer Abstammung“ an.
Am 1. April 1933 verordnete das NS-Regime mit dem „Judenboykott“ in ganz Deutschland die ersten staatlich gebilligten Boykottaktionen gegen jüdische Geschäfte.
Während der Novemberpogrome 1938 ließ Wagner zunächst dem NS-Pöbel freien Lauf und unterband auch persönlich Versuche, das Abbrennen der Synagoge Karlsruhe zu verhindern. Dann zog er in für seinen Herrschaftsstil typischer Weise die Zügel wieder an und sorgte für die bürokratisch legalistische Abwicklung der „Arisierung“ jüdischer Geschäfte und Vermögenswerte.
Als Gauleiter des Gaus Baden, der für die Bildung eines neuen Gaus „Oberrhein“ unter Einschluss des Elsass verantwortlich war, verfolgte und organisierte Wagner maßgeblich dessen „Entjudung“.

### Kulturpolitik im Elsass
Mit der Besetzung des Elsass im Sommer 1940 wurde Robert Wagner dort Chef der Zivilverwaltung mit umfassenden politischen Freiheiten. Sein Hauptziel war es, das Elsass wieder „deutsch“, und zwar zum „hervorragenden ersten Kulturzentrum des Deutschen Reiches“ werden zu lassen. Die Mittel zur Finanzierung des Kulturbereichs übertrafen die im Reichsgebiet gezahlten Mittel erheblich. Sein Ziel verfolgte Wagner etwa in der darstellenden Kunst durch die Gründung mehrerer Theater (Generalintendant des heutigen Théâtre national de Strasbourg wurde Ingolf Kuntze), der Berufung des für seine Aufführungen moderner Musik bekanntgewordenen Hans Rosbaud als Generalmusikdirektor der Straßburger Philharmoniker, der Einrichtung zahlreicher deutscher Bibliotheken, verbunden mit dem Verbot, in der Öffentlichkeit Französisch zu sprechen, und mit der Wiederherstellung der alten, bis 1918 existierenden deutschen Ortsnamen. Im Bereich der Museen erhielt Kurt Martin die führende Position und war daran beteiligt, Wagners „Vision eines kulturellen Mustergaus Elsaß-Baden (…) vorzubereiten.“

### Antijüdische und antifranzösische Maßnahmen im Elsass
Nach dem Einmarsch der deutschen Wehrmacht in Frankreich wurde Wagner zum Chef der Zivilverwaltung des Elsass und verlegte seinen Tätigkeitsschwerpunkt nach Straßburg. Als Reichsstatthalter von Baden unterstand er stets dem Reichsinnenministerium; im Elsass hatte er dagegen ein gewisses Maß an Unabhängigkeit gegenüber den Weisungen aus Berlin. Im Elsass nahm er sich zunächst der Beseitigung der Kriegsschäden an, was ihm vorerst Sympathien bei der Bevölkerung einbrachte. Bald jedoch zeigte sich, dass Wagner mit seinem Engagement im Elsass vor allem die Zurückdrängung der französischen Sprache zum Ziel hatte. Am 16. Juli 1940 erklärte er: „Das Elsass muss von allen Elementen, die der deutschen Rasse fremd sind, gereinigt werden.“
Wagners Bestrebungen richteten sich zuerst gegen die Juden im Elsass, wobei er die Gelegenheit nutzte, sich auch in Baden der Juden zu entledigen. Gemeinsam mit Josef Bürckel, dem Zivilverwaltungsleiter im eroberten Lothringen, schob Wagner im Oktober 1940 in der sogenannten Wagner-Bürckel-Aktion 6.500 badische und pfälzische Juden sowie 22.000 elsässische Juden in den unbesetzten Teil Frankreichs (siehe Vichy-Regime) ab. Die planmäßige Deportation von Juden aus Deutschland begann im übrigen Reich ansonsten erst Mitte Oktober 1941. Die aus Baden und dem Elsass vertriebenen Juden wurden unter grausamen Bedingungen in dem am Fuße der Pyrenäen liegenden Internierungslager Gurs untergebracht. Von den 4.500 Juden aus Baden überlebten nur 750, 2.000 wurden 1942 in die Konzentrationslager Majdanek und Auschwitz verschleppt und ermordet. Gleiches geschah den in Baden zurückgebliebenen Juden. Das Elsass sei „judenfrei“, meldete die NS-Propaganda.
Wagners Versuch, alle nach 1919 zugezogenen Franzosen und politisch feindlich eingestellten Elsässer auszuweisen, scheiterte, auch wenn er mindestens 100.000 Menschen auswies bzw. nicht ins Elsass zurückkehren ließ. Ab 1942 besann sich die NS-Verwaltung eines anderen. Man wollte „deutsches Blut“ nicht mehr in das feindliche Ausland abwandern lassen. Vielmehr wurden insgesamt 17.000 Elsässer – meist politisch oder sonstig als unzuverlässig eingeschätzte Personen, beispielsweise Personen und Familien, deren Angehörige sich dem Reichsarbeitsdienst oder der Einziehung als Soldat der Wehrmacht entzogen hatten – zwangsweise in die im Osten eroberten Gebiete verbracht. In Schelklingen bei Ulm waren für Elsässer spezielle Lager eingerichtet worden. Dort wurden sie dann in Arbeit „vermittelt“.
Städte- und Straßennamen erhielten ihre vor 1919 gültigen deutschen Bezeichnungen zurück. Aus „Fort-Louis“ wurde beispielsweise wieder „Ludwigsfeste“. Einige Bürger mit französisch klingenden Familiennamen wurden durch Verordnung vom 15. Januar 1943 gezwungen, ihre Familiennamen in Deutsch klingende umzuwandeln. Der Gebrauch der französischen Sprache wurde verboten. Wer dem zuwiderhandelte, konnte in dem so genannten „Sicherungslager Vorbruck-Schirmeck“ landen.
Auf Wagners Initiative hin wurden im August 1942 mit der „Verordnung über die Staatsangehörigkeit im Elsaß, in Lothringen und in Luxemburg vom 23. August 1942“ (RGBl. I. S. 533) auch elsässische Männer, die nach den Bedingungen des Waffenstillstands von Compiègne nach wie vor französische Staatsbürger waren, zu deutschen Staatsangehörigen erklärt. Dies war die legalistische Basis für deren völkerrechtswidrige Zwangsrekrutierung (Malgré-nous). Viele junge Elsässer der Jahrgänge 1908 bis 1910 wurden anstatt zur Wehrmacht zur Waffen-SS eingezogen. Im Januar 1944 vereinbarte Wagner mit Heinrich Himmler – die Wehrmacht unter Wilhelm Keitel hatte sich insoweit geweigert –, die ehemaligen französischen Reserveoffiziere zur Waffen-SS einzuberufen. 42 Offiziere, die sich auch durch Druck nicht beeinflussen ließen, ließ er in das KZ Neuengamme einliefern; 22 der 42 starben dort.
Insgesamt betrug die Anzahl der Wehrpflichtigen aus den betreffenden Jahrgängen 200.000 Mann. 40.000 hiervon konnten sich der Einberufung entziehen. Rund 100.000 Elsässer dienten dem Deutschen Reich als Soldaten. 20.000 dieser Soldaten fielen im Krieg, 22.000 wurden als vermisst gemeldet, 10.000 wurden im Feld schwer verwundet.
Zur politischen Erziehung ließ Wagner in Straßburg ein Sondergericht einrichten. Nur der Todesstrafe komme Abschreckungswirkung zu – so Wagner –, und so verhängte dieses Sondergericht besonders viele Todesurteile. Wagner nahm vor den Sitzungen des Sondergerichts Einsicht in die Ermittlungsakten und pflegte mit dem Präsidenten des Gerichts, Huber, und dem Staatsanwalt, Simon, das Strafmaß festzulegen.
Bereits 1940 hatte Wagner zur Inhaftierung politischer Gegner im Elsass das Sicherungslager Schirmeck-Vorbruck errichten lassen, über welches er (trotz einiger Versuche der SS, das Lager in das System der Konzentrationslager einzugliedern) die Oberaufsicht behielt. Dieses Lager hatte im August 1941 650 Insassen. Im September 1942 war es mit etwa 1.000 Männern und 400 Frauen belegt.
Daneben wurden im elsässischen Konzentrationslager Struthof, das von der SS betrieben wurde, mehrere tausend Kriegsgefangene, politische Gegner und Widerstandskämpfer ermordet.

### Verhältnis zu den christlichen Kirchen
Wagners Familie war evangelisch. Wagner selbst war jedoch aus der evangelischen Landeskirche ausgetreten und bezeichnete sich ab Ende der 1930er Jahre als „gottgläubig“.
Mit der katholischen Kirche unter dem Freiburger Erzbischof Conrad Gröber hatte Wagner zunächst ein eher geordnetes Verhältnis, weil Gröber den eigentlichen Feind im Bolschewismus sah und den neuen NS-Staat bejahen wollte. Dies änderte sich mit der Zeit, da Wagner entschiedener Gegner der Kirchen war und ihren Einfluss entsprechend der nationalsozialistischen Ideologie zurückdrängen wollte. Seine Versuche, auch insoweit der allgemeinen Entwicklung vorzugreifen und Gröber 1940 wegen seiner Silvesterpredigt zu verurteilen und wegen seines Hirtenbriefes vom 12. Februar 1941 einzusperren, scheiterten an Hitlers Veto, der sich den Kirchenkampf auf die Zeit nach dem „Endsieg“ aufsparen wollte.
Mit der evangelischen Kirche hatte Wagner dagegen im Unterschied beispielsweise zu Württemberg weniger Schwierigkeiten. Er selbst nämlich sorgte für den Zusammenschluss junger nationalsozialistischer Pfarrer zum „NS-Pfarrerbund“, der sich 1933 der Glaubensbewegung Deutsche Christen anschloss.

## Das Ende
Dem Vormarsch der Alliierten im November 1944 entzog sich Wagner durch Flucht über den Rhein. Bis zum Schluss versuchte er, ihnen militärischen Widerstand entgegenzusetzen. Er errichtete zuerst in Baden-Baden einen Befehlsstand und kehrte während der Ardennenoffensive sogar nochmals ins Elsass zurück. Als „Reichsverteidigungskommissar für den Verteidigungsbezirk Baden und Elsaß“ mobilisierte er bis Kriegsende 22 Bataillone des Volkssturms und ließ Flugblätter verbreiten, die zu Sabotageakten in bereits von den Alliierten besetzten Gebieten aufriefen. Allen führenden Männern der „Bewegung“ drohte er mit der Todesstrafe, wenn sie versuchen sollten zu fliehen. Noch am 31. März 1945 drohte er allen „verbrecherischen Elementen“ mit Standgerichten, wenn sie bei „Annäherung des Feindes weiße Fahnen zeigen würden“. Die Städte in Baden wies er an, dem Prinzip der Verbrannten Erde folgend, ihre Infrastruktureinrichtungen zu zerstören, um den Vormarsch der Alliierten zu behindern.
Nach der französischen Besetzung Karlsruhes am 4. April 1945 wurden Wagners Frau und seine damals zwölfjährige Tochter festgenommen und durch die Straßen von Straßburg getrieben. Wagners Frau soll unbelegten Gerüchten zufolge später in ein algerisches Bordell nach Paris verschleppt worden sein, wo sie sich nach mehreren Vergewaltigungen in den Tod gestürzt haben soll. Anderen Quellen zufolge habe sie sich von einem Pariser Gefängnis gestürzt. Wagner selbst setzte sich zunächst nach Schönwald im Schwarzwald ab, später nach Bodman, wo er am 29. April 1945 nach der Eroberung von Konstanz seine letzten Mitarbeiter entließ. Die amerikanische Militärregierung entließ ihn mit einer amtlichen Mitteilung vom 14. Juni 1945 formal aus allen Ämtern. Nachdem er am 25. Juli 1945 nochmals in seinem Geburtsort Lindach gewesen und vom Tod seiner Frau erfahren hatte, stellte er sich am 29. Juli 1945 in Stuttgart den Amerikanern, die ihn den Franzosen auslieferten.
Der Prozess gegen Wagner und sechs weitere Angeklagte fand vom 23. April bis 3. Mai 1946 in neun Verhandlungstagen vor dem Straßburger Militärgericht statt. Es verurteilte ihn sowie fünf weitere Angeklagte wegen der im Elsass begangenen Verbrechen zum Tod. Alle Verurteilten legten Berufung ein, die jedoch im August 1946 abgelehnt wurde. Wagner wurde gemeinsam mit dem früheren stellvertretenden Gauleiter Hermann Röhn, dem ehemaligen Oberregierungsrat Walter Gaedeke und dem früheren Gaustabsamtsleiter Adolf Schuppel am Morgen des 14. August 1946 im Fort Ney durch Erschießen hingerichtet. Wagners letzte Worte waren: „Es lebe Großdeutschland, es lebe Adolf Hitler, es lebe der Nationalsozialismus. Unsere große Aufgabe hat nur kleine Richter gefunden. Nieder mit dem französischen Volk und seiner Rachejustiz. Es lebe das deutsche Elsass.“ Die Leichname der vier Hingerichteten wurden auf dem Friedhof des Straßburger Stadtteils Cronenbourg beigesetzt.